# فانغاني
فانغاني (بالإنجليزية: Vangani)‏ هي محطة سكة حديد تقع في الهند في منطقة ثين. يقدر عدد سكانها وترتفع عن سطح البحر 40 متر.